# Беллыкский сельсовет
Беллыкский сельсовет - сельское поселение в Краснотуранском районе Красноярского края.
Административный центр - село Беллык.

## Население
| 2010 | 2012  | 2013  | 2014  | 2015  | 2016  | 2017  |
| ---- | ----- | ----- | ----- | ----- | ----- | ----- |
| 1211 | ↘1160 | ↘1120 | ↘1084 | ↘1064 | ↘1018 | ↘1007 |

## Состав сельского поселения
В состав сельского поселения входят 2 населённых пункта:
| № | Населённый пункт | Тип населённого пункта       | Население |
| - | ---------------- | ---------------------------- | --------- |
| 1 | Беллык           | село, административный центр | 1093      |
| 2 | Уяр              | деревня                      | 118       |

## Местное самоуправление
Беллыкский сельский Совет депутатов
Дата избрания: 14.03.2010. Срок полномочий: 5 лет. Количество депутатов:  10